# Cristache V. Oprea
Cristache V. Oprea (n. 2 februarie 1905, Cuza Vodă, Județul Constanța – d. 10 mai 1989, Timișoara) a fost un pedolog român, profesor universitar și una dintre figurile marcante ale școlii românești de pedologie din a doua jumătate a secolului XX. A contribuit semnificativ la studiul solurilor din Câmpia de Vest a României, cu accent pe solurile saline și acide, și a fost fondator al catedrei de pedologie la Institutul Agronomic din Timișoara. A fost distins cu titlul de profesor universitar emerit, membru corespondent al Academiei RSR și membru al Academiei de Științe Agricole și Silvice (ASAS).

## Biografie
Cristache V. Oprea s-a născut la 2 februarie 1905 în comuna Cuza Vodă, județul Constanța, într-o familie de agricultori. În 1916, a rămas orfan de tată, căzut în luptele de la Mărășești, și a fost ocrotit de armată ca „copil de trupă” al Regimentului IX Pioneri din Medgidia, unde a urmat gimnaziul. Ulterior, s-a mutat ca bursier la orfelinatul din Brașov, absolvind Liceul „Dr. Ion Meșotă” cu rezultate foarte bune.
În 1931, a obținut diploma de inginer agronom la Academia de Înalte Studii Agronomice București, cu mențiunea „cu distincție”. Încă din 1930, înainte de absolvire, a fost numit preparator suplinitor la catedra de Geologie, Mineralogie și Agrogeologie a profesorului Petre Enculescu. După absolvire, a fost trimis ca bursier al statului român la Academia de Agricultură din Viena, unde și-a obținut doctoratul în pedologie. Timp de șapte luni, a urmat cursuri suplimentare la Facultatea de Geologie a Universității Sorbona din Paris.
La întoarcere, în 1935, a ocupat prin concurs catedra de pedologie la Facultatea de Agronomie din Cluj. În contextul ocupației Transilvaniei de către Ungaria în 1940, Facultatea de Agronomie din Cluj s-a mutat la Timișoara, unde Oprea a continuat să activeze din 1941 până la moartea sa, la 10 mai 1989. A predat și coordonat studii de pedologie la peste 46 de generații de agronomi, zootehniști și horticultori, fiind un dascăl exigent, ferm, dar respectat.

## Activitate științifică
Cristache V. Oprea a fost un reprezentant ilustru al școlii românești de pedologie, activând în aceeași perioadă cu pedologi de renume precum Nicolae Cernescu, Nicolae Bucur, C. Chiriță, St. Puiu, Grigore Obrejanu și Nicolae Florea. S-a format sub îndrumarea profesorilor Petre Enculescu, Teodor Saidel și Emil Protopopescu-Pache la București, dar a avut curajul de a se stabili la Timișoara, unde a fondat catedra de pedologie și a coordonat cercetări de pionierat în Câmpia de Vest.
Activitatea sa s-a întins pe aproape 50 de ani și s-a concentrat pe studii agrogeologice, soluri saline, soluri acide, lăcoviști, soluri podzolice și nisipoase, precum și pe însușirile fizico-chimice și fertilitatea solurilor. Spre deosebire de Nicolae Bucur, care a excelat prin contribuții științifice teoretice în Moldova, Oprea s-a remarcat printr-o activitate mai practică, orientată spre sprijinirea directă a producției agricole în Banat. A integrat cercetările pedologice cu studiile agrofitotehnice, experimentând diverse plante de cultură pentru a optimiza utilizarea solurilor.
A efectuat studii aprofundate asupra solurilor saline, publicând lucrarea Solurile saline și alcaline - ameliorarea lor (1971), care a fost premiată de Academia Română în 1973. Aceasta abordează ameliorarea a 175.000 ha de sărături din Câmpia de Vest, crescând producția de la 600-700 kg/ha masă verde la 15-20 t/ha. De asemenea, a studiat solurile acide, care în județul Timiș ocupă 225.000 ha (50% din suprafața arabilă), elaborând recomandări practice pentru sporirea fertilității, publicate în Recomandări și măsuri practice pentru sporirea fertilității solurilor acide (1971). A organizat un simpozion la Lugoj în 1971 pe tema solurilor acide, ale cărui concluzii au influențat producția pe 800.000 ha.
Oprea a contribuit și la studiul lăcoviștilor din Banat, evidențiind potențialul lor productiv prin lucrări precum Condițiile de pedogeneză și însușirile morfologice, fizice și chimice ale lăcoviștilor din Câmpia de vest a RPR (1960). Alte domenii de interes au inclus complexul bioenergetic al solului, apele freatice și păstrarea potențialului productiv al solurilor.

## Lucrări majore
Cristache V. Oprea a publicat lucrări de referință în pedologie, dintre care cele mai importante sunt:
- Curs de pedologie (1953, 1972), litografiat pentru uzul studenților, un instrument esențial în formarea agronomilor postbelici.
- Pedologia agricolă (1960), un tratat academic de 360 de pagini, structurat în 13 capitole, care abordează noțiuni teoretice, geneza solului, factorii pedogenetici, clasificarea și fertilitatea solurilor. Lucrarea, bazată pe literatura mondială și contribuțiile românești, rămâne un reper în literatura pedologică.
- Solurile saline și alcaline - ameliorarea lor (1971), o lucrare de 208 pagini, sistematizată în șase capitole, care oferă soluții practice pentru ameliorarea sărăturilor din Câmpia de Vest.
- Recomandări și măsuri practice pentru sporirea fertilității solurilor acide (1971), cu îndrumări pentru ameliorarea solurilor acide, inclusiv doze economice de îngrășăminte și tehnici de fertilizare.

Prima sa lucrare semnificativă, Studii agrogeologice în județul Constanța (1937), realizată sub îndrumarea lui Petre Enculescu, a analizat tipurile genetice de sol din Dobrogea, oferind o bază pentru cercetările ulterioare.

## Distincții
- Premiul Academiei Române (1973) pentru Solurile saline și alcaline - ameliorarea lor
- Membru corespondent al Academiei RSR
- Membru al Academiei de Științe Agricole și Silvice (ASAS)
- Membru de onoare al ASAS
- Profesor universitar emerit
- Profesor doctor docent